# Liste de parlementaires français morts à la Seconde Guerre mondiale

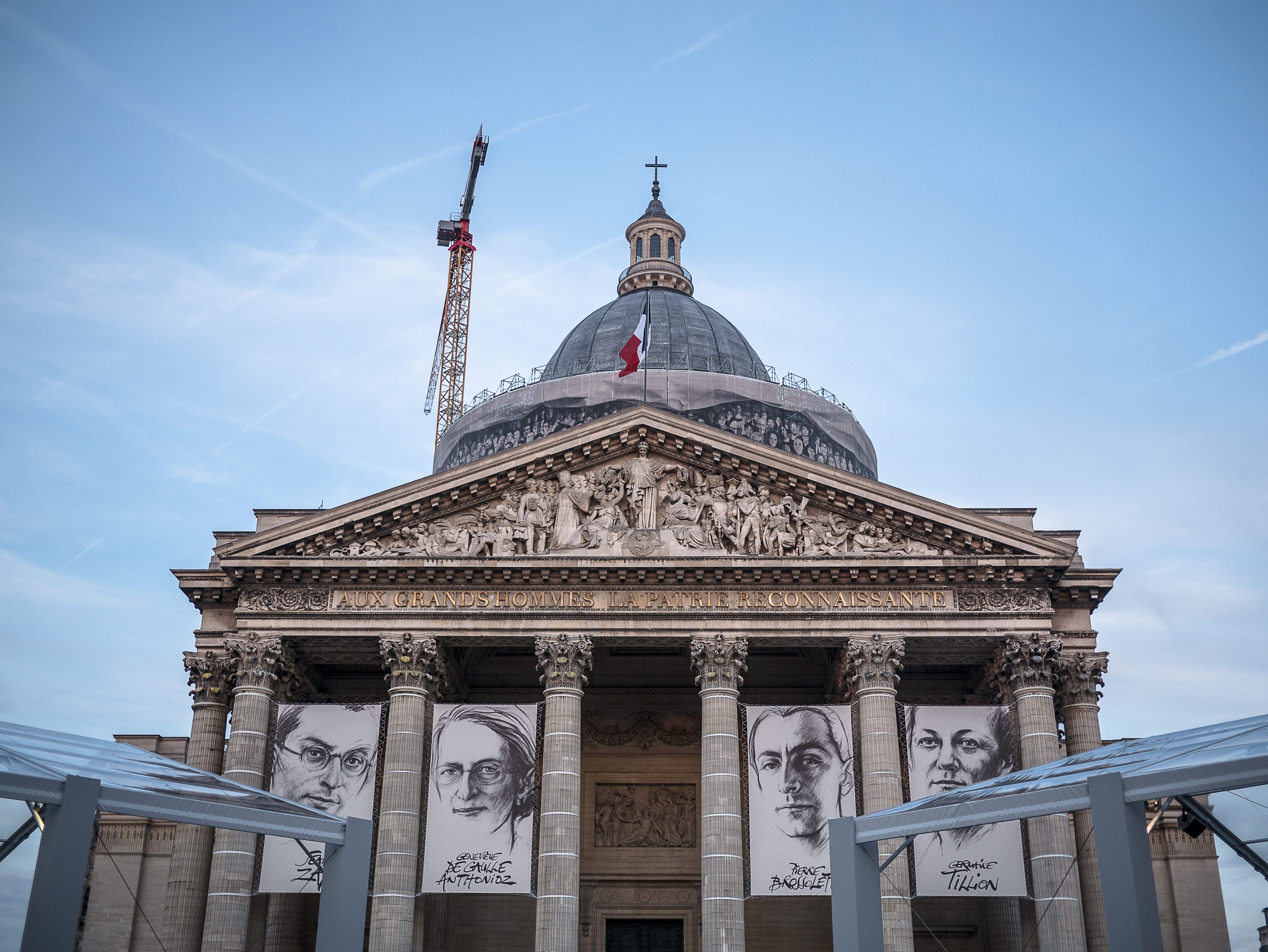
Hommage de la nation à Jean Zay au Panthéon en 2015.

La République française déclare la guerre au Troisième Reich le 3 septembre 1939, quelques heures après le Royaume-Uni, à la suite de l'invasion allemande de la Pologne. Dans les premières phases de la guerre, la France est ainsi l'une des deux grandes puissances parmi les Alliés. La bataille de France se déroule du 10 mai au 22 juin 1940, aboutissant à l'armistice avec l'Allemagne et à l'occupation allemande du nord de la France. Dans le même temps, la France libre menée par le général Charles de Gaulle se constitue et poursuit sa participation à la guerre.
À l'entame du conflit, le régime politique en France est celui de la Troisième République. Albert Lebrun est le président de la République et Édouard Daladier est à la fois président du Conseil et ministre de la Défense nationale. En mars 1940, le libéral-conservateur Paul Reynaud remplace le centriste radical Daladier à la tête du gouvernement. Le 16 juin, il est remplacé à son tour par le maréchal Philippe Pétain. Le 10 juillet, l'Assemblée nationale, rassemblant députés et sénateurs, vote les pleins pouvoirs à Pétain. L'Assemblée ne siégera dès lors plus. 

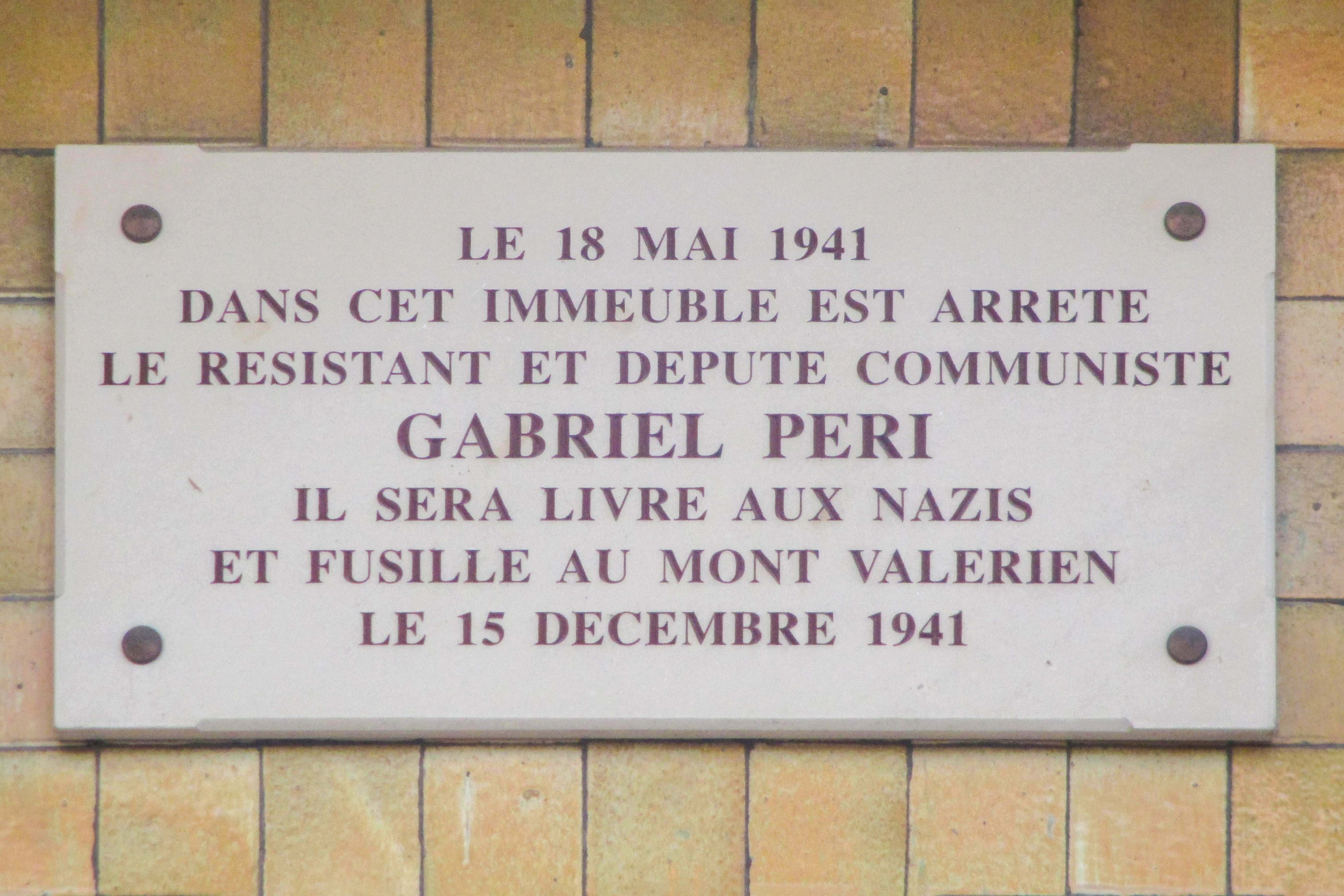
Plaque au 5, place de la Porte-de-Champerret à Paris commémorant l'arrestation, puis l'exécution par les Allemands, du député communiste Gabriel Péri.

À l'issue de la guerre, la France compte quelque 567 600 morts, dont 217 000 militaires, parmi lesquels 20 000 au sein de la Résistance. S'y ajoutent 350 000 civils, majoritairement tués par les forces allemandes durant l'Occupation.
Cet article recense les députés et sénateurs français de la législature 1936-1940 morts au combat, morts déportés ou bien morts exécutés du fait de la Seconde Guerre mondiale. L'un des plus célèbres est Léo Lagrange, ministre des Sports et des loisirs dans le gouvernement du Front populaire et initiateur de l'accès de masse des ouvriers aux loisirs sportifs ; engagé volontaire, il est tué à la guerre en juin 1940, à l'âge de 39 ans. L'influent ministre de l'Éducation nationale du gouvernement du Front populaire, Jean Zay, est incarcéré pour de fausses raisons dès le début du régime de Vichy, puis assassiné par des miliciens ; ses cendres seront transférées au Panthéon en 2015. Également parmi les morts se trouve Jean-Baptiste Lebas, le ministre du Travail du gouvernement du Front populaire : Il meurt déporté au camp de concentration de Sonnenburg. Quant au député communiste Gabriel Péri, qui demeure fidèle à la ligne antifasciste du Front populaire malgré le Pacte germano-soviétique, et qui est exécuté par les Allemands en décembre 1941, il est commémoré par des poèmes de Paul Éluard et de Louis Aragon.

## Liste
Ces parlementaires français morts à la Seconde Guerre mondiale sont,, :

### Morts au combat
| Nom                    | Nom | Parlementaire (dates)                    | Parti | Parti                                                               | Engagement                                  | Date de naissance | Décès | Remarques |
| ---------------------- | --- | ---------------------------------------- | ----- | ------------------------------------------------------------------- | ------------------------------------------- | ----------------- | --- | --- |
| Félix Grat             |     | Député de la Mayenne depuis mai 1936.    |       | Fédération républicaine                                             | Capitaine, corps franc.                     | 12 novembre 1898  | 13 mai 1940 à Volmerange-les-mines. Tué au combat durant la bataille de France.                                                         | Vétéran de la Première Guerre mondiale ; décoré de la Croix de guerre. |
| Robert Lassalle        |     | Député des Landes depuis mai 1924.       |       | Parti radical-socialiste                                            | Lieutenant, 213e régiment d'infanterie.     | 2 juin 1882       | 14 mai 1940 à Chémery-sur-Bar. Tué au combat durant la percée de Sedan.                                                                 | Vétéran de la Première Guerre mondiale ; décoré de la Croix de guerre avec étoile d'argent et fait chevalier de la Légion d'honneur. Ministre des Pensions de janvier à mars 1938.                                                    |
| Robert de La Myre-Mory |     | Député du Lot-et-Garonne novembre 1933.  |       | Alliance des républicains de gauche et des radicaux indépendants    | Sergent, 4e bataillon de chars de combat.   | 4 mars 1898       | 10 juin 1940 à Voncq. Tué au combat. | Vétéran de la Première Guerre mondiale. |
| Léo Lagrange           |     | Député du Nord depuis mai 1932.          |       | Section française de l'Internationale ouvrière (SFIO)               | Sous-lieutenant, 61e régiment d'artillerie. | 28 novembre 1900  | 10 juin 1940 à Avaux. Mort de blessures reçues lors d'une mission de reconnaissance durant la bataille de France.                       | Engagé volontaire à la Première Guerre mondiale à l'âge de 17 ans au printemps 1918. Sous-secrétaire d'État aux Sports et aux Loisirs de juin 1936 à avril 1938.                                                                      |
| Paul Saint-Martin      |     | Député du Gers depuis mai 1936.          |       | Section française de l'Internationale ouvrière (SFIO)               | Aviation militaire.                         | 4 septembre 1901  | 16 juin 1940 à Toulouse. Mort à l'entraînement aux commandes de son avion.                                                              | |
| Émile Cossonneau       |     | Député de Seine-et-Oise depuis mai 1936. |       | Parti communiste - Section française de l'Internationale communiste | Forces françaises libres                    | 22 octobre 1893   | 10 décembre 1943 à Neufchâtel-en-Bray. Abattu en avion par la défense allemande lors de son retour clandestin en France depuis Londres. | Vétéran de la Première Guerre mondiale. Déchu de son mandat parlementaire en janvier 1940 car communiste, puis incarcéré en Afrique du Nord en mars 1941. Libéré par les Alliés en février 1943, il gagne Londres et rejoint les FFL. |

### Morts déportés
| Nom                 | Nom | Parlementaire (dates)                                            | Parti | Parti                                                               | Engagement                                                                | Date de naissance | Décès | Remarques |
| ------------------- | --- | ---------------------------------------------------------------- | ----- | ------------------------------------------------------------------- | ------------------------------------------------------------------------- | ----------------- | --- | --- |
| Robert Philippot    |     | Député du Lot-et-Garonne depuis mai 1936.                        |       | Parti communiste - Section française de l'Internationale communiste | -                                                                         | 13 mars 1889      | 15 août 1942 au camp d'extermination d'Auschwitz. Il fait partie du convoi dit des « 45 000 », de militants communistes envoyés à la mort à Auschwitz en juillet 1942.                                                                   | Vétéran de la Première Guerre mondiale. Déchu de son mandat parlementaire en janvier 1940 car communiste, puis interné avant d'être livré aux Allemands. |
| Jean-Baptiste Lebas |     | Député du Nord de novembre 1919 à mai 1928 puis depuis mai 1932. |       | Section française de l'Internationale ouvrière (SFIO)               | Comité d'action socialiste (Résistance)                                   | 24 octobre 1878   | 15 mars 1944 au camp de concentration de Sonnenburg. Mort de bronchite, de rhumatismes et d'épuisement. | Maire de Roubaix au moment de la Première Guerre mondiale, il refuse de coopérer avec l'occupant allemand et est déporté à Rastatt, en Allemagne. Après sa libération, il est fait chevalier de la Légion d'honneur. Ministre du Travail de juin 1936 à juin 1937. Absent au vote des pleins pouvoirs à Pétain. |
| François de Tessan  |     | Député de la Seine-et-Marne depuis avril 1928.                   |       | Parti radical-socialiste                                            | Résistance                                                                | 16 février 1883   | 22 avril 1944, de maladie et d'épuisement au camp de concentration de Buchenwald. | Vétéran de la Première Guerre mondiale ; décoré de la Croix de guerre. A voté les pleins pouvoirs à Pétain. |
| Isidore Thivrier    |     | Député de l'Allier depuis mai 1924.                              |       | Section française de l'Internationale ouvrière (SFIO)               | Réseau Marco-Polo (Résistance)                                            | 5 octobre 1874    | 5 mai 1944 au camp de concentration de Natzweiler-Struthof. | L'un des 80 parlementaires ayant voté contre les pleins pouvoirs à Pétain. |
| Joseph-Paul Rambaud |     | Sénateur de l'Ariège depuis janvier 1930.                        |       | Parti radical-socialiste                                            | Membre du groupe Combat de la Résistance                                  | 5 décembre 1879   | 2 octobre 1944 au camp de concentration de Buchenwald. | L'un des 80 parlementaires ayant voté contre les pleins pouvoirs à Pétain. |
| Cyprien Quinet      |     | Député du Pas-de-Calais depuis mai 1936.                         |       | Parti communiste - Section française de l'Internationale communiste | Résistance communiste.                                                    | 22 décembre 1897  | 2 novembre 1944. Déporté dans le « Train de la mort » au camp de concentration de Dachau, puis transféré au camp de concentration de Hersbruck où, tombé d'épuisement, il est battu par les SS puis déchiquetté vivant par leurs chiens. | Travailleur des mines à partir de l'âge de 12 ans. Vétéran de la Première Guerre mondiale. Déchu de son mandat parlementaire en février 1940 car communiste. |
| Abel Guidet         |     | Député du Pas-de-Calais depuis mai 1936.                         |       | Parti radical-socialiste                                            | Résistance                                                                | 6 novembre 1890   | 27 novembre 1944, mort de pleurésie et d'épuisement au camp de concentration de Gross-Rosen. | Vétéran de la Première Guerre mondiale ; décoré de la Croix de guerre. A voté les pleins pouvoirs à Pétain. Incarcéré et torturé car Résistant, garde le silence. |
| Camille Blaisot     |     | Député du Calvados depuis mai 1914.                              |       | Fédération républicaine                                             | -                                                                         | 19 janvier 1881   | 24 janvier 1945 au camp de concentration de Dachau. | Ministre de la Santé publique de 1931 à 1932. Absent au vote des pleins pouvoirs à Pétain. |
| Claude Jordery      |     | Député du Rhône depuis mai 1936.                                 |       | Section française de l'Internationale ouvrière (SFIO)               | Résistance                                                                | 3 mars 1876       | 9 février 1945 au camp de concentration de Bergen-Belsen. | L'un des 80 parlementaires ayant voté contre les pleins pouvoirs à Pétain. |
| Roger Benenson      |     | Député de Seine-et-Marne depuis mai 1936.                        |       | Parti communiste - Section française de l'Internationale communiste | Simple soldat                                                             | 13 avril 1900     | 5 mars 1945 au camp de la mort de Drütte. | Déchu de son mandat parlementaire en janvier 1940 car communiste, alors qu'il se trouve sous les drapeaux. |
| Maurice Aguillon    |     | Député de la Vienne depuis juin 1939.                            |       | Parti radical-socialiste                                            | Forces françaises de l'intérieur                                          | 17 mai 1897       | Disparu, déclaré mort le 15 mars 1945 au camp de concentration de Gross-Rosen. | Vétéran de la Première Guerre mondiale. Absent au vote des pleins pouvoirs à Pétain. |
| Augustin Malroux    |     | Député du Tarn depuis mai 1936.                                  |       | Section française de l'Internationale ouvrière (SFIO)               | Comité d'action socialiste (Résistance)                                   | 5 avril 1900      | 10 avril 1945 au camp de concentration de Bergen-Belsen. | L'un des 80 parlementaires ayant voté contre les pleins pouvoirs à Pétain. |
| Jean Hay            |     | Député de Charente-Maritime depuis avril 1939.                   |       | Parti radical-socialiste                                            | Armée secrète pour la Charente-Maritime (Résistance)                      | 21 janvier 1893   | 21 avril 1945, au camp de concentration d'Ebensee. | A voté les pleins pouvoirs à Pétain. |
| Henri Martin        |     | Député de la Marne depuis mai 1936.                              |       | Section française de l'Internationale ouvrière (SFIO)               | Soldat en 1939-1940. Résistant.                                           | 15 février 1903   | 9 mai 1945. Déporté au camp de concentration de Mauthausen qui pratique l'« extermination par le travail », il en meurt quatre jours après la libération du camp par les Américains.                                                     | A voté les pleins pouvoirs à Pétain. |
| Léonel de Moustier  |     | Député du Doubs depuis avril 1928.                               |       | Républicains indépendants et d'action sociale                       | 11e régiment de chasseurs à cheval (1939-1940) Armée secrète (Résistance) | 5 avril 1882      | 8 mars 1945 au camp de concentration de Neuengamme. | Vétéran de la Première Guerre mondiale ; décoré de la Croix de guerre et officier de la Légion d’honneur. Compagnon de la Libération à titre posthume. |

### Morts exécutés ou assassinés
| Nom              | Nom | Parlementaire (dates)                                                    | Parti | Parti                                                               | Engagement | Date de naissance | Décès | Remarques |
| ---------------- | --- | ------------------------------------------------------------------------ | ----- | ------------------------------------------------------------------- | --- | ----------------- | --- | --- |
| François Camel   |     | Député de l'Ariège depuis mai 1936.                                      |       | Section française de l'Internationale ouvrière (SFIO)               | - | 3 mai 1893        | 1er mai 1941 à Lasserre, assassiné. | Vétéran de la Première Guerre mondiale, fait chevalier de la Légion d'honneur. L'un des 80 parlementaires ayant voté contre les pleins pouvoirs à Pétain. Lance un appel à la résistance dans l'Ariège le 1er août 1940. |
| Jean Catelas     |     | Député de la Somme depuis mai 1936.                                      |       | Parti communiste - Section française de l'Internationale communiste | En fuite pour éviter l'arrestation des députés communistes en octobre 1939.                                                                                       | 6 mai 1894        | 24 septembre 1941 à la prison de la Santé. Arrêté, condamné à mort par une cour de justice spéciale, guillotiné comme otage par les autorités françaises ; exécuté avec 2 autres condamnés. | Vétéran de la Première Guerre mondiale. Militant, en liaison avec la direction du Parti communiste clandestin. Déchu de son mandat parlementaire en janvier 1940 car communiste.                                         |
| Marx Dormoy      |     | Sénateur depuis 1939.                                                    |       | Section française de l'Internationale ouvrière (SFIO)               | - | 1er août 1888     | 26 juillet 1941 à Montélimar, assassiné. | L'un des 80 parlementaires ayant voté contre les pleins pouvoirs à Pétain. Emprisonné par le régime de Vichy en septembre 1940.                                                                                          |
| Charles Michels  |     | Député de la Seine depuis mai 1936.                                      |       | Parti communiste - Section française de l'Internationale communiste | Soldat en 1939-1940. Membre de la CGT clandestine durant l'Occupation.                                                                                            | 6 mars 1903       | 22 octobre 1941 à Châteaubriant (carrière des Fusillés). Arrêté dans une rafle contre les militants communistes en octobre 1940 et livré aux Allemands comme otage ; exécuté avec 97 autres en représailles à l'assassinat d'un officier allemand par la Résistance. | Déchu de son mandat parlementaire en février 1940 car communiste. |
| Gabriel Péri     |     | Député de Seine-et-Oise depuis mai 1932.                                 |       | Parti communiste - Section française de l'Internationale communiste | Engagé volontaire en septembre 1939, doit fuir l'arrestation de députés communistes en octobre. Journaliste à l'Humanité dans la clandestinité sous l'Occupation. | 9 février 1902    | 15 décembre 1941 à la forteresse du Mont-Valérien. Arrêté et détenu comme otage par les Allemands ; exécuté avec 91 autres. | Plusieurs fois emprisonné dans les années 1920 pour militantisme antimilitariste. Déchu de son mandat parlementaire en janvier 1940 car communiste. Auteur de l'autobiographie Les Lendemains qui chantent.              |
| Jean Zay         |     | Député du Loiret depuis mai 1932.                                        |       | Parti radical-socialiste                                            | Démissionne de son ministère pour rejoindre l'armée ; sous-lieutenant, 4e armée.                                                                                  | 6 août 1904       | 21 juin 1944 à Molles. Incarcéré par le régime de Vichy en octobre 1943 ; extrait de prison et assassiné par des miliciens. | Ministre de l'Éducation nationale de juin 1936 à septembre 1939. Écrivain : Souvenirs et solitude (autobiographie), La Bague sans doigt (roman policier). Inhumé au Panthéon en 2015.                                    |
| Georges Mandel   |     | Député de la Gironde de novembre 1919 à mai 1924 puis depuis avril 1928. |       | non-inscrit (clémenciste)                                           | Passager du Massilia en juin 1940 : ancien ministre des Colonies espère poursuivre la guerre depuis l'Afrique du Nord.                                            | 5 juin 1885       | 7 juillet 1944 à Versailles. Arrêté car juif et résistant, et déporté au camp de concentration de Buchenwald, puis livré par l'Allemagne à la Milice française du régime de Vichy, et assassiné. \| Ministre des P.T.T. de novembre 1934 à juin 1936 Ministre des Colonies d'avril 1938 à mai 1940. Ministre de l'Intérieur de mai à juin 1940. Reconnu Mort pour la France | |
| Paul Thellier    |     | Député du Pas-de-Calais depuis février 1934.                             |       | Alliance des républicains de gauche et des radicaux indépendants    | - | 29 octobre 1899   | 29 août 1944 à Roubaix. Arrêté et assassiné par des agents français au service de l'Abwehr allemande. | Ministre de l'Agriculture de janvier à juin 1936 et de mars à juin 1940. A voté les pleins pouvoirs à Pétain. |
| Gilbert Declercq |     | Député du Nord depuis mai 1936.                                          |       | PCF-SFIC puis Union populaire française                             | Maquis Aigoual-Cévennes | 15 août 1896      | 30 septembre 1944 près de Nîmes. Exécuté par les Allemands en tant que résistant. | Condamne le Pacte germano-soviétique. A voté les pleins pouvoirs à Pétain. |

### Autres
| Nom                      | Nom | Parlementaire (dates)                                                                       | Parti | Parti                                         | Engagement                                    | Date de naissance | Décès | Remarques |
| ------------------------ | --- | ------------------------------------------------------------------------------------------- | ----- | --------------------------------------------- | --------------------------------------------- | ----------------- | --- | --- |
| Émile Laurens            |     | Député du Loir-et-Cher depuis mars 1935.                                                    |       | Parti radical-socialiste                      | -                                             | 29 janvier 1884   | 16 juin 1940 à Blois. Maire de la ville, resté auprès de ses derniers concitoyens non-évacués, il est mortellement blessé lors des bombardements allemands. | Reconnu « mort pour la France ». |
| François Joly            |     | Député d'Ille-et-Vilaine depuis mai 1936.                                                   |       | Républicains indépendants et d'action sociale | -                                             | 9 octobre 1872    | 8 mai 1944, à Bruz, tué par le bombardement de la ville par la Royal Air Force.                                                                             | A voté les pleins pouvoirs à Pétain. |
| Jean Bernex              |     | Député de Haute-Savoie depuis avril 1936.                                                   |       | Fédération républicaine                       | Médecin, membre de la Compagnie F.T.P. 93-12. | 26 octobre 1893   | 3 janvier 1947 à Évian. | A voté les pleins pouvoirs à Pétain. Déporté au camp de concentration de Natzweiler-Struthof car résistant ; survit, mais meurt à 54 ans en 1947. Déclaré « mort pour la France » par le président Vincent Auriol. |
| Jean Villault-Duchesnois |     | Député de la Manche entre 1902 et 1927. Sénateur de la Manche entre 1927 et jusqu'à sa mort |       | Républicains de gauche                        |                                               | 28 août 1870      | 8 juin 1944 à Valognes sous les bombardements alliés | Mort pour la France |